# Observatori de l'Ebre
L'Observatori de l'Ebre, anteriorment Observatori de Física Còsmica de l'Ebre (OE), és un institut universitari i centre de recerca de la Universitat Ramon Llull (URL) associat i coordinat amb el Consell Superior d'Investigacions Científiques (CSIC), des de l'inici d'aquest organisme. Creat el 1904, està ubicat al municipi de Roquetes, al Baix Ebre.
Va ser fundat el 1904 per Ricardo Cirera i Salse i Lluís Rodés i Campderà, depenent en aquell moment de la Companyia de Jesús. Es dedica a l'estudi de la influència de l'activitat solar en els fenòmens geofísics. Disposa de les seccions solar, magnètica, ionosfèrica, sísmica i meteorològica, que efectua sondatges aerològics i registra la radiació tèrmica del sol i el potencial electroestàtic de l'atmosfera.
Ha estat capdavanter en la introducció de les noves teories i tècniques d'observació de la interacció sol-terra, cosa que li ha valgut el reconeixement internacional, però va patir greus desperfectes durant la Guerra civil espanyola. El director Antoni Romañà i Pujó (1939-1970) el va reconstruir i ampliar. El 1987 va rebre la Creu de Sant Jordi.
Els edificis on s'ubica són una obra del municipi de Roquetes (Baix Ebre) inclosa en l'Inventari del Patrimoni Arquitectònic de Catalunya. Són edificis de diferents tipus i formats dins d'un bosc. Són de plantes quadrades o rectangulars. La major part d'aquests edificis són de petites dimensions, normalment d'un sol pis d'alçada, excepte l'edifici on es troben les oficines (de tres pisos i coberta plana, com la majoria d'ells), i, fonamentalment, l'anomenat pavelló Landerer (el primer que es troba al pujar per l'escala), de tres pisos d'alçada i d'un notable caire neoclàssic, amb columnes pseudodòriques al porxo d'entrada i pilastres pseudojòniques a les cantonades, així com quatre columnes amb capitells corintis situades a la gran sala quadrada interior, antiga sala museu.

## Línies de treball
El centre té com a línies prioritàries la modelització regional del camp geomagnètic, l'estudi de la variabilitat ionosfèrica i els estudis d'atenuació sísmica.

## Història

### Origen
L'Observatori de l'Ebre (OE) es va inaugurar, de forma privada, el 8 de setembre de 1904, com una institució de la Companyia de Jesús, ubicant-se a Roquetes (Baix Ebre), a prop de Tortosa, al costat del Seminari menor de Sant Josep, en uns terrenys de la seva propietat. La seva inauguració científica va tenir lloc el 30 d'agost de 1905, coincidint amb un eclipsi total de Sol, dins de la franja total es trobava Tortosa.

### Ubicació
Un cop es disposà de totes les dades sota les quals establí el nou Observatori, convingué escollir la ubicació més adient. Una ubicació que, forçosament, havia d'estar allunyada de les grans ciutats, per evitar les influències dels tramvies elèctrics, i que gaudís a la vegada d'unes condicions geològiques adequades per una instal·lació magnètica.
La fundació de l'Observatori aconsellà separar les Facultats de Filosofia i Teologia, i la Companyia de Jesús decidí traslladar la primera a la casa de camp de Sant Josep, que tenia a Roquetes des de 1888. A la rodalia d'aquest indret, entre els anys 1903 i 1904, començaren a aixecar-se els pavellons meteorològics, elèctrics, sísmics, magnètics i astrofísics. Els aparells necessaris per a totes aquestes observacions foren adquirits principalment a França, Anglaterra i Itàlia.
Paral·lelament, s'inicià també llavors la construcció del Laboratori Químic de l'Ebre i de l'Institut Biològic de l'Ebre, centres que foren dirigits posteriorment pels P.P.J.J Eduard Vitoria i Jaume Pujiula, respectivament.

### Primeres activitats
Durant els primers cinc anys, l'activitat principal de l'Observatori se centrà a la determinació de les coordenades del centre, al calibratge in situ dels diversos aparells i, en general, a assegurar la veracitat de les dades obtingudes.
L'any 1916, la Cia. de Jesús resolgué traslladar a Barcelona les facultats de Filosofia i Teologia, juntament amb el Laboratori Químic i l'Institut Biològic. Aquests dos últims donaren pas amb el temps a l'actual Institut Químic de Sarrià (I.Q.S.). La casa de Sant Josep fou llavors destinada a Col·legi per a joves aspirants a la Cia. de Jesús amb el nom de Seminari Menor de Sant Josep. A partir d'aquell moment, l'únic centre científic que restà a Roquetes fou l'Observatori de l'Ebre, les seccions del qual es trobaven ja a ple funcionament: la d'Heliofísica, dedicada a fotografiar i mesurar diàriament la posició de les taques solars, la de Geofísica, centrada en l'estudi del magnetisme terrestre, corrents tel·lúrics i moviments sísmics, i la Meteorològica que investigava els fenòmens elèctrics i atmosfèrics.
Per motius de salut, el Pare Cirera sol·licità anys més tard el relleu en la direcció de l'Observatori, i l'any 1920 fou substituït per un dels seus més directes col·laboradors, el Pare Lluís Rodés, qui en aquesta nova etapa dugué a terme importants millores en les instal·lacions, especialment en les de caràcter sismològic.

### Publicacions
La divulgació de tots els treballs realitzats per l'Observatori de l'Ebre s'ha realitzat a través de la publicació Boletín Mensual del Observatorio del Ebro, el primer número del qual aparegué l'any 2010. L'Observatori de l'Ebre també va ser el responsable de la revista Ibérica, dedicada a la divulgació científica, que es va publicar entre els anys 1914 i 2005, i fou dirigida en un primer moment pel Pare Ricard Cirera i Salse.

## Biblioteca
La Biblioteca de l'Observatori de l'Ebre, inaugurada el mateix any que l'Observatori, és una biblioteca especialitzada en ciències de la terra i de l'espai, composta per més de 55.000 volums i més de 2.100 títols de publicacions periòdiques, i que des del 2009 forma part de la xarxa de biblioteques de la Universitat Ramon Llull. La biblioteca grupa cinc col·leccions especials: el Llegat Landerer, Fons Monturiol (format per mig centenar de volums), Fons Revista Ibérica, Fons cartogràfic de la Biblioteca de l’Observatori de l’Ebre (1795-2017) i el Fons astronòmic del P. Lluís Rodes. Destaca la divulgació de tots aquests fons que féu la bibliotecària Maria Genescà i Sitjes (1954-2022), directora del centre entre 1983 i 2018.